# Huile d'œillette
L’huile d'œillette ou huile de graines de pavot, est extraite d'une variété botanique de pavot somnifère (Papaver somniferum) appelée œillette : Papaver somniferum var. nigrum, que l'on désigne aussi sous les noms de Pavot noir ou Pavot bleu. Sa culture est autorisée contrairement à celle de la variété album, ou Pavot blanc, qui fournit l'opium.
Il existe différentes qualités d'huile d'œillette :
- l'huile blanche obtenue après une première pression à froid ou par faible chauffage. Cette huile est très peu colorée, possède une odeur d'amande et est réservée à un usage alimentaire ;
- l'huile de seconde pression à chaud dite huile de pavot est employée pour la peinture, car elle est très siccative. Sa densité est d'environ 0,92 à température ambiante. Elle se solidifie vers −18 °C.

Elle est soluble, en toute proportion, dans l'éther et l'essence de térébenthine. L'éthanol en dissout environ trois fois son poids à froid, et quinze fois à sa température d'ébullition.

## Alimentation
Cette huile est comestible en assaisonnement.
Elle fut introduite en culture intensive en Allemagne et en France à la fin du XIXe siècle pour la production d'huile.

## Peinture
Cette huile siccative est, avec l'huile de lin, l'huile de carthame et l'huile de noix, utilisée comme liant dans la mise au point de couleurs à l'huile.
Elle était très utilisée dans les Flandres, notamment par les primitifs flamands.
Ses qualités sont nombreuses : elle est peu colorée, agréable à travailler et son film durcit vite pour devenir à la fois résistant et souple. Comme l'huile de noix, elle est souvent utilisée pour broyer les couleurs claires, tandis que l'huile de lin, plus siccative, est réservée pour les couleurs sombres, moins sensibles au jaunissement de l'huile.
Son défaut en revanche est de siccativer lentement et de laisser longtemps un film poisseux.
Elle entre aussi dans la composition de nombreux vernis et médiums à peindre.
De par ses origines particulières (communes à la fabrication de l'opium), il est de plus en plus difficile de s'en procurer. 